# Nucleus latinitatis
Nucleus latinitatis (pol. jądro łaciny) lub (Kleyfsi – nazywany tak przez uczniów) – słownik autorstwa biskupa Jóna Árnasona.
Głównym językiem dzieła jest łaciński, a do treści jest komentarz w języku islandzkim. 
Słownik obrazuje język islandzki w 1 połowie XVIII wieku.  
Słownik został wydany w 1738 roku. 
Słownik zawiera około 16 tys. słów łacińskich z ich objaśnieniem w języku islandzkim. 
Słownik ma duże znaczenie dla badaczy historii języka islandzkiego.
W 1994 roku w ukazało się nowe wydanie słownika autorstwa Guðrúna Kvarana i Friðrika Magnússona.